# Guillermo Panizza
Guillermo Panizza (Buenos Aires, 16 de septiembre de 1970) es un periodista argentino de radio y televisión. Es reconocido por su labor como cronista en Telefe Noticias.

## Biografía
Hincha de Ferro Carril Oeste, durante su juventud intentó ser futbolista profesional. Al no poder concretar su sueño, decidió estudiar periodismo deportivo, pero finalmente se licenció como periodista en la Universidad del Salvador de Buenos Aires. 
Ingresó a trabajar a Red de Noticias en 1993 y al año siguiente pasó a Telefe Noticias. En 2001 cubrió las manifestaciones por la crisis financiera del país, este trabajo lo haría ganador del premio Broadcasting. Desde 2008 realiza suplencias en la conducción de los noticieros del canal Telefe.

## Trayectoria periodística
Guillermo Panizza entrevistó a los expresidentes argentinos Raúl Alfonsín, Carlos Menem, Fernando De la Rúa, Eduardo Duhalde y Néstor Kirchner, a nivel internacional entrevistó a Ricardo Lagos, expresidente chileno y a Evo Morales, presidente de Bolivia. Asimismo ha realizado coberturas de sucesos tales como el atentado a la AMIA, el terremoto de Chile de 2010, la muerte de Hugo Chávez y la Invasión rusa de Ucrania de 2022.
Cubrió también las elecciones del 6 de diciembre de 2015 en Venezuela, donde, tras su llegada a Caracas, resultó retenido por las autoridades aeroportuarias por más de seis horas.

## Premios y nominaciones

### Premios y nominaciones individuales
- Premio Broadcasting a la excelencia periodística[5]
- Premio Estímulo TEA
- Premio “Luchemos por la Vida”
- Premio Martín Fierro 2015 y 2017 en el rubro Cronista-Movilero[6]

### Premios y nominaciones junto al grupo de Telefe Noticias
- Premios Clarín como mejor noticiero[7]
- Premio Martín Fierro como mejor noticiero[8]